# まぬけなオオカミ
『まぬけなオオカミ』（原題：Sheep Wrecked　公開：1958年2月7日）は、アメリカ合衆国の映画会社、メトロ・ゴールドウィン・メイヤー（MGM)社に所属していたアニメーターのマイケル・ラーによる作品のひとつ。邦題が「まぬけな狼」となっているものもみられる。

## スタッフ
- 監督：マイケル・ラー
- 制作総括：ウィリアム・ハンナ、ジョセフ・バーベラ
- アニメーション制作：ケン・サウスワース、アーヴィン・スペンス、ハーマン・コーエン、ビル・シーペック、ジェームズ・エスカランテ
- 脚本：ホーマー・ブライトマン
- 背景：フェルナンド・モンテアレグレ
- レイアウト：エド・ビーンディクト
- 音楽：スコット・ブラッドリー

## あらすじ
ある牧場でヒツジの番をするドルーピー。そこに腹ペコのオオカミがやってきた。牧場のヒツジを奪おうとあの手この手の策を講じるが、ことごとくドルーピーに撃退されてしまう。
- こっそり牧場に忍び入り、服の中にヒツジを隠して持ち帰ろうとするが、ドルーピーに発見され、全て没収される。
- ヒツジに変装し、牧場に戻るヒツジの列に紛れて中に侵入するが、ドルーピーに発見され、大砲で2度撃たれ、頭を飛ばされる。原語版では「Good joke,Man（バカ野郎）」という珍言を聞くことができる。
- モノの影に隠れて牧場へ侵入するが、草の中に隠れていたのでヒツジに食べられてしまい身包み剥がされる。寒いのでヒツジを羽織って牧場から出ようとするが、当然ドルーピーに捕まってしまう。等

オオカミは結局、ヒツジを捕まえることができず、彼の代名詞ともいえる「Kingdom Coming」をバックミュージックに夕日の沈む線路の上を哀愁を漂わせながら歩き去っていった。これが一連のドルーピー作品でオオカミの登場する最後の作品となった。

## 登場するキャラクター
- ドルーピー
今回はオオカミからヒツジを守る牧童役。ライフル銃を持って牧場内をこまめに動きながら警戒している。彼によるとオオカミは「口が耳まで裂けた、とっても嫌らしい奴。野蛮で、狡賢くて、いつも腹ペコで、何をしでかすか油断もスキもない」。

- オオカミ
本作品では事実上の主役。3日間飲まず食わずで腹をすかしている。上記の特徴とは正反対のキャラで、決して凶暴ではなく、のんびり屋で色々な策を用いてヒツジをかっぱらおうとする。お約束どおりのまぬけなやられ役。最後の台詞は「僕が悪賢い？…オレはいい奴さ」。なお、日本語版では「忍び入る」イメージに合わないためか、オオカミの口笛が殆どカットされた。

- ヒツジ
1頭はメス(Leggy Lamb)で、オオカミがかっぱらおうとするとスタイルがよくて可愛いため「もったいない、あれは食べずにおこう」となる場面がある。

## 日本でのTV放映
TBS版の『トムとジェリー』の短編に挟まれて放映されていた。

## 関連事項
- マイケル・ラー
- ドルーピー
- トムとジェリー
- 牧場
- ヒツジ
- メトロ・ゴールドウィン・メイヤー